# IC 1957
IC 1957 ist eine Spiralgalaxie vom Hubble-Typ Sbc im Sternbild Horologium am Südsternhimmel. Sie ist schätzungsweise 553 Millionen Lichtjahre von der Milchstraße entfernt und hat einen Durchmesser von etwa 150.000 Lichtjahren.

Im selben Himmelsareal befinden sich u. a. die Galaxien IC 1946, IC 1951, IC 1954, IC 1964.
Das Objekt wurde am 14. Oktober 1898 vom US-amerikanischen Astronomen DeLisle Stewart entdeckt.